# Sverre Nordby
Sverre Nordby (13 de març de 1910 - 4 de desembre de 1978) fou un futbolista noruec de la dècada de 1930.
Disputà 10 partits amb la selecció de futbol de Noruega, amb la qual participà en el Mundial de 1938. Pel que fa a clubs, defensà els colors del Mjøndalen.